# Godschalk II van Lohn
Godschalk II van Lohn of Gottschalk II von Loen (1152-1190) was graaf van het graafschap Lohn, heer van Bredevoort van 1152 tot 1185. Hij was een zoon van Gerhard II van Lohn. De naam van zijn vrouw is onbekend. Godschalk kreeg één kind: Gerhard III van Lohn.